# Longvic
Longvic is een gemeente in het Franse departement Côte-d'Or (regio Bourgogne-Franche-Comté). De gemeente telde 8.787 inwoners op 1 januari 2022. De plaats maakt deel uit van het arrondissement Dijon. Longvic is een van de 24 gemeenten die deel uitmaken van Dijon-métropole.
De gemeente heeft een arboretum.

## Geschiedenis
De plaats is ontstaan langsheen de weg die Lyon met Langres verbond. Deze was hoger gelegen dan het omliggende, moerassige land. De kerk Saint-Pierre werd gebouwd in de 12e en 13e eeuw en de plaats werd een tijdlang Saint-Pierre-sur-Ouche genoemd. Al in de 12e eeuw stond er een watermolen op de Ouche en daar kwamen er later nog meer bij. Verschillende van die molens behoorden toe aan de Abdij Saint-Bénigne in Dijon. In de 15e eeuw werd een jachtkasteel gebouwd door Henri Jules de Bourbon-Condé, een zoon van de Grote Condé, het Castel de la Colombière.
In de 18e en 19e eeuw werden verschillende kastelen of landhuizen gebouwd door rijke inwoners van Dijon.
In 1910 werd er een militair vliegveld aangelegd in Longvic en in 1913 werd een eerste eskader gelegerd in Ouges-Longvic. Tijdens de Eerste Wereldoorlog was hier een pilotenopleiding. Het vliegveld werd in 1940 gebombardeerd door de Luftwaffe. Door de oorlog was de luchtmachtbasis BA 102 niet meer operationeel tot in 1949. Toen werd er opnieuw een eskader van de Franse luchtmacht gelegerd. Later werd dit de burgerluchthaven Dijon-Longvic.

## Geografie
De oppervlakte van Longvic bedroeg op 1 januari 2022 10,56 vierkante kilometer; de bevolkingsdichtheid was toen 832,1 inwoners per km².
De Ouche stroomt door de gemeente en ook het Bourgondisch Kanaal loopt door Longvic.
De onderstaande kaart toont de ligging van Longvic met de belangrijkste infrastructuur en aangrenzende gemeenten.

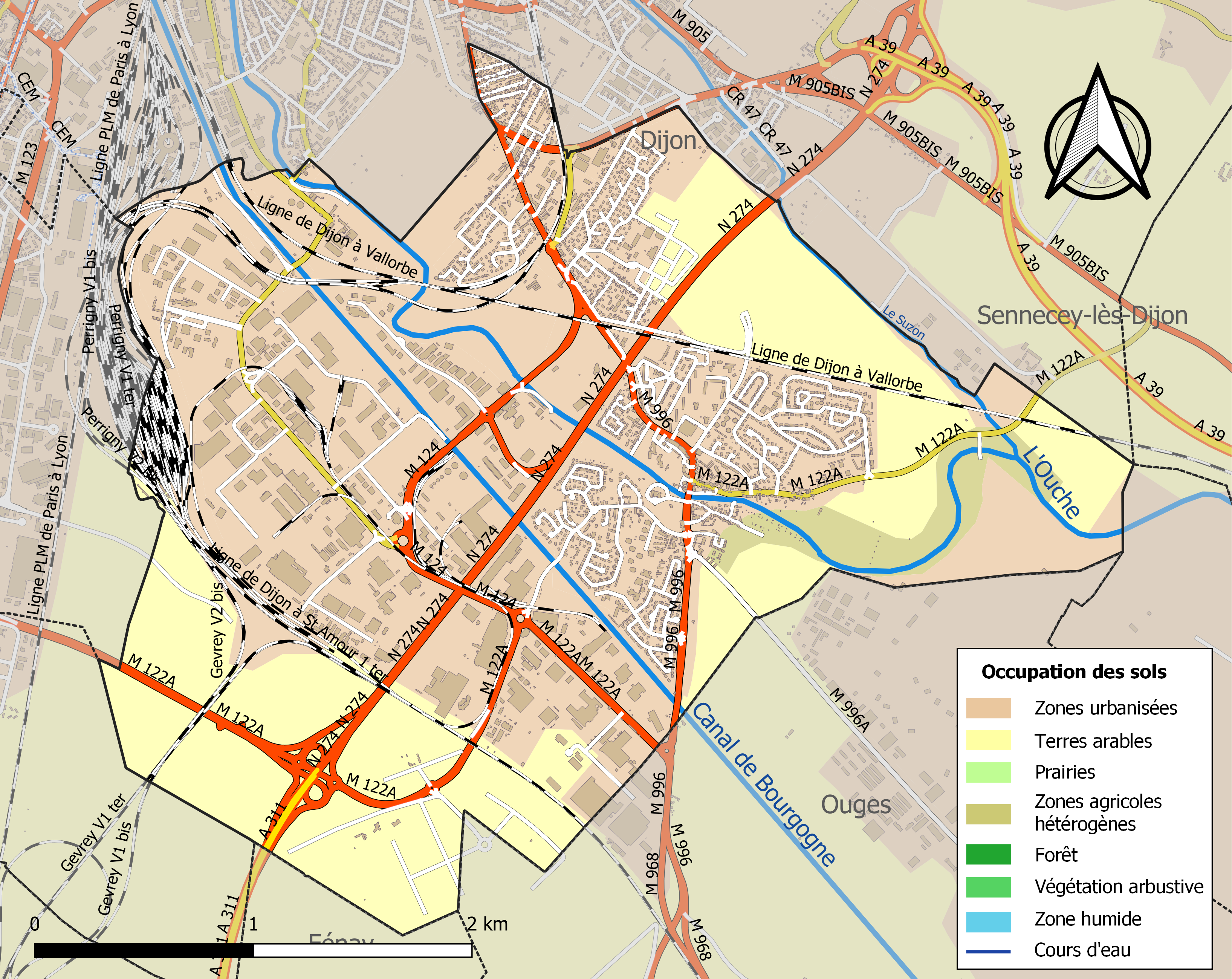

## Demografie
Onderstaande figuur toont het verloop van het inwonertal (bron: INSEE-tellingen).